# Worowo (stacja kolejowa)
Worowo – stacja kolejowa w Worowie, w województwie zachodniopomorskim, w Polsce. Na przystanku stają pociągi osobowe relacji Runowo Pomorskie - Białogard.

## Ruch pasażerski
| Rok  | Wymiana pasażerska na dobę |
| ---- | -------------------------- |
| 2017 | 20-49                      |
| 2022 | 20-49                      |

## Połączenia
- Białogard (REGIO)
- Czarnowęsy (REGIO)
- Chociwel (REGIO)
- Koszalin (REGIO)
- Łobez (REGIO)
- Rąbino (REGIO)
- Runowo Pomorskie (REGIO)
- Sławno (REGIO)
- Słupsk (REGIO)
- Stargard (REGIO)
- Szczecin (REGIO)
- Świdwin (REGIO)
- Ustka (w wakacje) (REGIO)